# Championnat de France de rugby à XV 1912-1913
Navigation
1911-1912 1913-1914

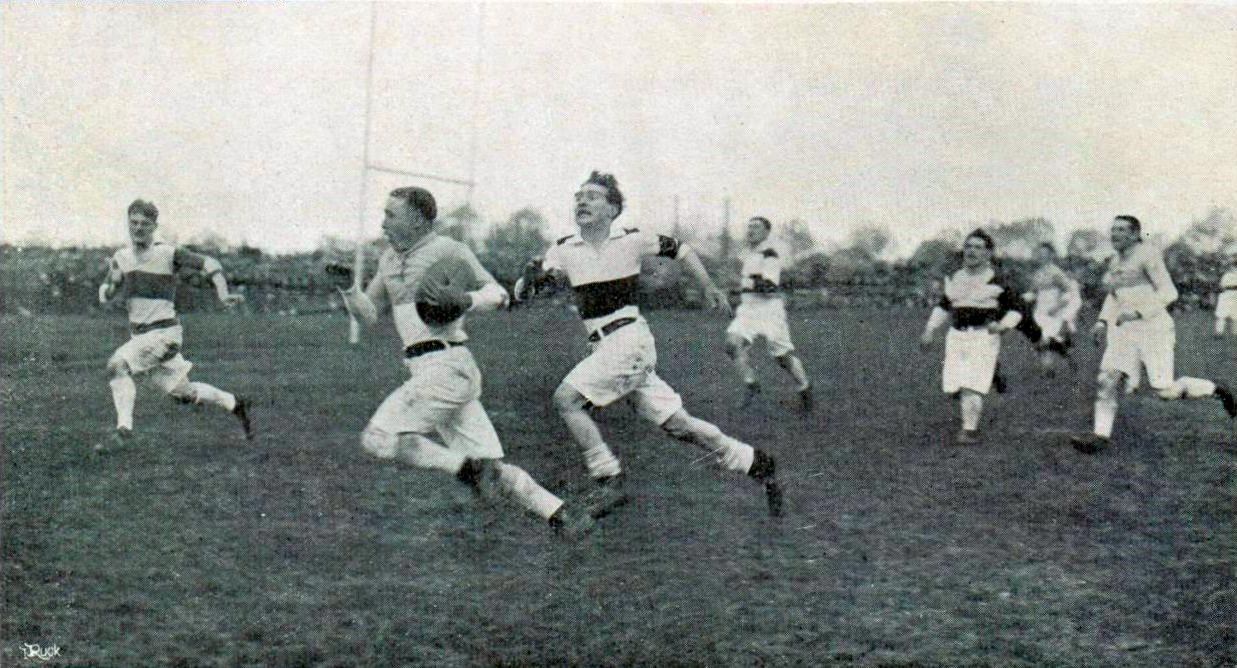
Labaste va marquer un essai pour l'Aviron bayonnais (finale du championnat de France 1913).

Le championnat de France de rugby à XV de première division 1912-1913 est remporté par l'Aviron bayonnais  qui bat le SCUF en finale.
Le championnat est disputé par une phase régionale (18 régions) entre octobre et décembre 1912 et chaque champions de régions s'affrontent lors d'un premier, second tour et d'un troisième tour (quart de finale) ainsi que des demi-finales et la finale.
Le format du championnat est critiqué dans les lignes de l'Auto du 15 mars 1913 jugeant certains champions régionaux "faibles" et qu'un nouveau format est à l'étude.
En ce qui concerne l'équipe de France, le Tournoi des cinq nations 1913 est remporté par l'Angleterre, la France est dernière.

## Premier tour
| Date           | Club (domicile) | Score  | Club (extérieur) | Lieu             |
| -------------- | --------------- | ------ | ---------------- | ---------------- |
| 9 février 1913 | Havre AC        | 21 - 0 | VS Chartrain     | Le Havre         |
| 9 février 1913 | US Romanaise    | 0 - 10 | FC Lyon          | Romans-sur-Isère |
| 9 février 1913 | RC Toulonnais   | 0 - 16 | AS Perpignanaise | Toulon           |

## Second tour
| Date            | Club (domicile)  | Score  | Club (extérieur) | Lieu                                  |
| --------------- | ---------------- | ------ | ---------------- | ------------------------------------- |
| 23 février 1913 | Havre AC         | 8 - 15 | RC Compiégnois   | Le Havre                              |
| 23 février 1913 | AS Perpignanaise | 3 - 0  | FC Lyon          | Stade de la route de Thuir, Perpignan |
| 23 février 1913 | Stade Nantais UC | 46 - 0 | Stade Poitevin   | Nantes                                |
| 23 février 1913 | Aviron Bayonnais | 21 - 0 | Stade Tarbais    | Parc des sports Saint-Léon, Bayonne   |
| 23 février 1913 | CA Périgourdin   | 32 - 0 | SA Rochefortais  | Périgueux                             |
| 23 février 1913 | Stade Toulousain | 28 - 0 | CA Brive         | Stade des Ponts-Jumeaux, Toulouse     |

## Troisième tour (Quarts de finale)
Les quarts de finale se jouent entre le 15 et le 16 mars 1913. Le Stade bordelais est champion de la Côte d'Argent, le Stade toulousain est le champion des Pyrénées, l'Aviron Bayonnais est champion de la Côte basque, le CA Périgueux est champion du Périgord-Agenais, le SCUF est champion de Paris, le Stade nantais est champion Atlantique, le RC Compiégnois est champion de Picardie et l'AS Perpignanaise est champion du Languedoc.
| Date         | Club (domicile)    | Score  | Club (extérieur) | Lieu                                     |
| ------------ | ------------------ | ------ | ---------------- | ---------------------------------------- |
| 15 mars 1913 | Stade Bordelais UC | 3 - 0* | Stade Toulousain | Terrain de la route du Médoc, Le Bouscat |
| 16 mars 1913 | Aviron Bayonnais   | 38 - 0 | CA Périgourdin   | Stade de Hardoy, Anglet                  |
| 16 mars 1913 | SCUF               | 8 - 3  | Stade Nantais UC | Stade du Matin, Colombes                 |
| 16 mars 1913 | RC Compiégnois     | 8 - 18 | AS Perpignanaise | Stade de la Plaine, Lyon                 |

Le match entre Bordeaux et Toulouse fut abandonné par les joueurs de la ville rose. « Le match n'a durée que 50 minutes». Le toulousain Bergé est touché par Monier et doit sortir du terrain pour y être soigné. Les champions de France 1912 demandent à l'arbitre à ce que le joueur bordelais soit « expulsé » sinon ils se retirent du terrain. L'arbitre, M. Allen, refuse car il n'y voit « aucun acte de brutalité » et refuse la demande des rouges et noirs. Le stade est envahis par les supporters et, quand le calme revient, les joueurs du SBUC sont les seuls à revenir sur la pelouse.

## Demi-finales
| Date         | Club (domicile)    | Score | Club (extérieur) | Lieu                                     |
| ------------ | ------------------ | ----- | ---------------- | ---------------------------------------- |
| 6 avril 1913 | SCUF               | 3 - 0 | AS Perpignanaise | Stade des Ponts-Jumeaux, Toulouse        |
| 6 avril 1913 | Stade Bordelais UC | 0 - 9 | Aviron Bayonnais | Terrain de la route du Médoc, Le Bouscat |

## Finale
| Équipes          | Aviron bayonnais - SCUF |
| Score            | 31-8 (10-0) |
| Date             | 20 avril 1913 |
| Stade            | Stade du Matin à Colombes |
| Arbitre          | Henri Amand |
| Les équipes      | |
| Aviron bayonnais | Jules Forgues, Jean Domercq, Fernand Forgues, Eugène Lissalde, Paulin Bascou, Achille Fortis, Emmanuel Iguinitz, Armand Vigneau, Maurice Hedembaigt, Harry Owen Roe, Jean-Bernard Forgues, Jean-François Poeydebasque, Henri Foueillassar, Victor Labaste, Félix Lasserre |
| SCUF             | C.Fusier, Henri Moure, Albert Eutrope, Roger Mialle, Jules Cadenat, Montaud, Joe Anduran, Jacques Forestier, André Theuriet, Lucien Besset, Edmond Larmier, Charles du Souich, Jean-Baptiste Brisé, Fernand Buscail, Jean Semmartin                                       |
| Points marqués   | |
| Aviron bayonnais | 7 essais de J.Forgues, Bascou, Labaste, F.Forgues, Elissalde (2), Domercq 5 transformations par Poeydebasque, Roe (4) |
| SCUF             | 2 essais de André Theuriet, Jules Cadenat 1 transformation de André Theuriet |

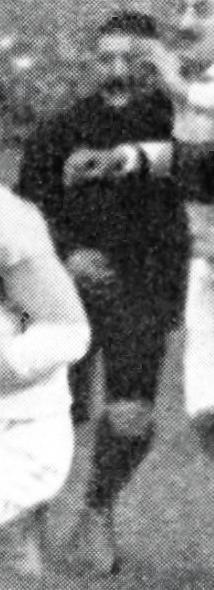
L'arbire Henri Amand, lors de la finale.

Pour la petite histoire, le dernier essai est marqué au terme d'une action de Roger Mialle, futur Commandant d'Artillerie, qui transmet à Lucien Besset, futur député de Paris, qui envoie Jules Cadenat à l'essai. Ce dernier sera sélectionneur national au début des années 1930 et présidera le comité des sélections.
L'arbitre, Henri Amand, est un ancien joueur de rugby à XV qui fut sur le front de Champagne durant la Grande Guerre, il y a disputé sa dernière partie de "rugby" en 1915 sous une pluie d'obus et sur un champ de boue.

## Autres compétitions
équipes 2 : Stadoceste Tarbais bat SCUF 11 à 3
équipes 3 : Stade Toulousain bat SCUF 8 à 0
équipes 4 : Stadoceste Tarbais bat Stade Poitevin 16 à 0

## Source
Le Petit Var, 1913